# Димитровград (Сербія)
Димитровград (серб. Димитровград/Dimitrovgrad), до 1951 р. Цариброд (Цариброд/Caribrod) — місто в Пиротському окрузі Республіки Сербія, адміністративний центр общини Димитровград.

## Назва
Сучасну назву місто отримало після Другої світової війни. Декретом уряду місту надано ім'я керівника Болгарії та колишнього глави Комінтерну Георгія Димитрова.

## Демографія
Населення міста за даними перепису 2002 року становило 6968 чоловік, у 2011 році чисельність населення міста становила 6278 осіб, з яких:
| Національність | 2002      | 2002  | 2011      | 2011  |
| Національність | Населення | %     | Населення | %     |
| -------------- | --------- | ----- | --------- | ----- |
| болгари        | 3 281     | 47,08 | 3358      | 53,49 |
| серби          | 1 735     | 24,89 | 1821      | 29.00 |
| югослави       | 425       | 6,09  | 34        | 0,54  |
| роми           | 55        | 0,78  | 60        | 0,95  |
| македонці      | 33        | 0,47  | 24        | 0,38  |
| чорногорці     | 14        | 0,20  | 6         | 0,09  |
| хорвати        | 5         | 0,07  | 13        | 0,20  |
| словенці       | 3         | 0,04  | 3         | 0,04  |
| горанці        | 2         | 0,02  | 3         | 0,04  |
| бошняки        | 2         | 0,02  | 0         | 0     |
| росіяни        | 1         | 0,01  | 0         | 0     |
| не визначились | 572       | 8,20  | 857       | 13,65 |
| Разом          | 6 968     | 100   | 6,278     | 100   |